# ایهور سیکورسکی
ایهور سیکورسکی (انگلیسی: Ihor Sikorskyi؛ زادهٔ ۲۹ ژوئیهٔ ۱۹۸۸) بازیکن فوتبال اهل اوکراین است.
از باشگاه‌هایی که در آن بازی کرده‌است می‌توان به باشگاه فوتبال استال آلچفسک و باشگاه فوتبال زوریا لوهانسک اشاره کرد.